# Хакер, Дафна
Дафна Хакер (ивр. דפנה הקר‎, род. 16 апреля 1969, Иерусалим) — профессор юридического факультета Тель-Авивского университета и программы исследований женщин и гендера. После публикации книги «Легализованные семьи в эпоху глобализации с границами» Хакер была удостоена премии LSA Jacob Book 2018 года.

## Ранние годы и образование
После окончания средней школы Рене Кассена Альянса и службы в ЦАХАЛе Хакер получила степень бакалавра права в 1994 году в Еврейском университете в Иерусалиме. Затем она переехала в Северную Америку, где получила степень магистра права в Вашингтонском юридическом колледже в 1996 году (с отличием).

## Карьера
С 1993 по 1994 год Хакер была научным сотрудником Майкла Атлана на юридическом факультете Еврейского университета в Иерусалиме. После этого она работала клерком в юридической фирме Вейсгласс-Альмагор, а позже была принята в Коллегию адвокатов Израиля. К 2000 году Хакер преподавала в Тель-Авивском университете. Первоначально она работала преподавателем на кафедре социологии и антропологии, а к 2005 году была повышена до доцента юридического факультета и программы исследований женщин и гендера. В 2007 году она начала выступать за ратификацию израильского закона, который по-разному относится к одиноким и замужним женщинам. Она рассказала, что получала угрозы расправы от организаций по защите прав мужчин за свою защиту, включая прорезание шин, телефонные звонки с угрозами и звонки своему работодателю.
Получив грант от Фонда Нового Израиля, Хакер присоединилась к Сети израильских женщин (IWN) и в течение десяти лет была членом правления организации «Женщины-юристы Итаха-Мааки за социальную справедливость». В 2010 году она была номинирована на Форум молодых учёных в области гуманитарных и социальных наук Израильской академии наук.
В 2011 году Хакер ушла из правительственного комитета по ответственности родителей при разводе. В следующем году она опубликовала «Вопросы семьи с юридической точки зрения» через издательство «Модан» и Министерство обороны. В 2013 году она была награждена Премией Катана за продвижение гендерной справедливости посредством волонтёрской деятельности. За свою работу с женщинами в Израиле она стала первым лауреатом премии «Маленький сигнал», названной в честь Йосси Кляйн, которую некоммерческая ассоциация «Женский дух» вручает женщинам, добровольно выступающим за гендерную справедливость.
С 2014 года она стала главным редактором журнала «Tel-Aviv University Law Review».
В 2018 году она была назначена главой гендерной программы Тель-Авивского университета. Кроме того, её книга «Легализованные семьи в эпоху глобализации с границами», опубликованная издательством Кембриджского университета, получила книжную премию LSA Герберта Джейкоба 2018 года.